# Laurentia albivenella
Laurentia albivenella is een vlinder uit de familie van de snuitmotten (Pyralidae). De wetenschappelijke naam van de soort is voor het eerst geldig gepubliceerd in 1918 door George Hampson. De soort werd ontdekt op Formosa.